# 兵庫若駒賞
兵庫若駒賞（ひょうごわかこましょう）は、地方競馬の兵庫県競馬組合が施行する地方競馬の重賞競走である。

## 概要
2008年創設。以前は、兵庫県競馬でデビューした2歳馬に限られるリミテッド競走であった。2012年から2023年まではJRA2歳認定競走として行われ、優勝馬が認定馬となった。
ネクストスター園田の創設まで、地方競馬の2歳重賞シリーズである未来優駿に選定されていたほか、1着馬に兵庫ジュニアグランプリへの優先出走権が与えられていた。また、2020年からはJBC2歳優駿の指定競走として行われており、更に2021年・2022年は2歳チャンピオンシリーズの対象競走にも指定されていた。2023年のネクストスター園田創設により、本競走はいずれの指定からも外れた8月末の単なる重賞競走に変更される。これにより、同年は新たに指定競走から昇格した兵庫ジュベナイルカップから中2〜3週間程の間隔で2歳重賞が施行された。
2024年度から2歳馬限定戦から3歳馬限定戦に、開催時期を8月から（明け）3月に変更して姫路1800mでの施行となる。なお、このため2024年は実施されない。また、同年開催より大阪スポーツ杯が付かなくなる（兵庫ジュベナイルカップへ移る）。
創設時から2010年までは重賞II、2011年からは重賞Iとなっている。

### 条件・賞金（2025年）
出走条件
サラブレッド系2歳、兵庫所属
負担重量
定量（牡・騸55kg、牝54kg）
賞金額
1着800万円、2着280万円、3着160万円、4着120万円、5着80万円。

## 歴史
本競走は2008年に特別競走（競馬ライターの斎藤修によれば「プリンスリートロフィー」）を格上げする形で創設された。
プリンスリートロフィーは兵庫県競馬がサラブレッド系競走を開始した1999年に創設され、2002年以前は姫路競馬場で行われていた。2022年までの本競走と同じく1着馬に兵庫ジュニアグランプリへの優先出走権が与えられるトライアル競走であった。優先出走権を得た馬の兵庫ジュニアグランプリにおける最高着順は2004年レッドペガサスと2005年ジョイーレの2着となっている。

### 歴代優勝馬

#### プリンスリートロフィー（参考）
| 施行日         | 優勝馬             | 所属 | 馬場 | タイム | 優勝騎手   | 管理調教師 | 1着賞金 |
| -------------- | ------------------ | ---- | ---- | ------ | ---------- | ---------- | ------- |
| 1999年10月28日 | バクシンクリーク   | 西脇 | 不良 | 1:32.1 | 田中学     | 田中道夫   | 350万円 |
| 2000年10月25日 | ロードバクシン     | 園田 | 不良 | 1:30.2 | 小牧太     | 曾和直榮   | 300万円 |
| 2001年10月31日 | セトノウルトラ     | 園田 | 稍重 | 1:33.7 | 赤木高太郎 | 薮田孝男   | 300万円 |
| 2002年10月30日 | ハッコーグランジャ | 園田 | 良   | 1:32.6 | 岩田康誠   | 利國雪城   | 300万円 |
| 2003年10月29日 | ジャガーローズ     | 西脇 | 良   | 1:30.5 | 田中学     | 田中道夫   | 270万円 |
| 2004年10月27日 | レッドペガサス     | 園田 | 不良 | 1:28.2 | 田中学     | 利國彦一   | 250万円 |
| 2005年10月26日 | ジョイーレ         | 園田 | 良   | 1:31.8 | 岩田康誠   | 曾和直榮   | 250万円 |
| 2006年10月25日 | タッカーテンビー   | 園田 | 良   | 1:29.8 | 川原正一   | 曾和直榮   | 250万円 |
| 2007年10月24日 | アルアルアル       | 兵庫 | 良   | 1:30.1 | 谷川真生   | 田中範雄   | 250万円 |

#### 兵庫若駒賞
| 回数   | 施行日         | 優勝馬             | 性齢 | 所属 | タイム | 優勝騎手 | 管理調教師 | 馬主                           |
| ------ | -------------- | ------------------ | ---- | ---- | ------ | -------- | ---------- | ------------------------------ |
| 第1回  | 2008年10月23日 | カラテチョップ     | 牡2  | 西脇 | 1:30.8 | 下原理   | 寺嶋正勝   | 組）ジェントルマンホースクラブ |
| 第2回  | 2009年10月29日 | タガノバロット     | 牡2  | 園田 | 1:30.6 | 下原理   | 國澤利照   | 八木良司                       |
| 第3回  | 2010年10月28日 | オオエライジン     | 牡2  | 園田 | 1:31.8 | 木村健   | 橋本忠男   | 川根幸晴                       |
| 第4回  | 2011年10月20日 | メイレディ         | 牝2  | 園田 | 1:30.9 | 下原理   | 保利良次   | 戸部弘                         |
| 第5回  | 2012年10月24日 | エーシンクリアー   | 牡2  | 園田 | 1:29.3 | 田中学   | 橋本忠男   | 平井豊光                       |
| 第6回  | 2013年10月24日 | トーコーポセイドン | 牡2  | 園田 | 1:29.8 | 木村健   | 吉行龍穂   | 森田藤治                       |
| 第7回  | 2014年10月30日 | トーコーヴィーナス | 牝2  | 園田 | 1:31.2 | 木村健   | 吉行龍穂   | 森田藤治                       |
| 第8回  | 2015年10月29日 | マイタイザン       | 牡2  | 園田 | 1:30.7 | 杉浦健太 | 新井隆太   | 平野正行                       |
| 第9回  | 2016年10月27日 | ナチュラリー       | 牡2  | 園田 | 1:32.6 | 下原理   | 新子雅司   | 堀井直樹                       |
| 第10回 | 2017年10月26日 | トゥリパ           | 牝2  | 西脇 | 1:32.6 | 吉村智洋 | 平松徳彦   | 橋本忠男                       |
| 第11回 | 2018年10月18日 | テンマダイウェーヴ | 牡2  | 園田 | 1:31.5 | 渡瀬和幸 | 新井隆太   | 山本晋也                       |
| 第12回 | 2019年10月17日 | エキサイター       | 牡2  | 西脇 | 1:30.3 | 吉村智洋 | 長南和宏   | 大嶋晃一                       |
| 第13回 | 2020年10月15日 | ツムタイザン       | 牡2  | 西脇 | 1:31.3 | 杉浦健太 | 大山寿文   | 平野照子                       |
| 第14回 | 2021年10月14日 | ガリバーストーム   | 牡2  | 園田 | 1:32.2 | 廣瀬航   | 尾林幸二   | 河原義宏                       |
| 第15回 | 2022年10月13日 | ベラジオソノダラブ | 牡2  | 西脇 | 1:32.4 | 田中学   | 坂本和也   | （株）ビープロジェクト         |
| 第16回 | 2023年8月31日  | マミエミモモタロー | 牡2  | 園田 | 1:31.8 | 川原正一 | 諏訪貴正   | 間宮さとこ                     |
| 第17回 | 2025年3月6日   | オケマル           | 牡3  | 西脇 | 2:01.0 | 下原理   | 盛本信春   | 高橋文男                       |

#### 各回競走結果の出典
- 兵庫若駒賞 歴代優勝馬 - 地方競馬全国協会
- JBISサーチ
  - 2008年、2009年、2010年、2011年、2012年、2013年、2014年、2015年、2016年、2017年、2018年、2019年、2020年、2021年、2022年、2023年、2025年